# Geschichte der Japan Airlines

## Alte Japan Airlines (1923–1939)

### Die 1920er Jahre

#### 1923 bis 1928
Die Anfänge der Vorläufer der heutigen japanischen Luftfahrtgesellschaft Japan Airlines reichen bis in das Jahr 1923 zurück. Im Januar 1923 nahm die „Tozai Teiki Kokukwai (T.K.K.)“ als erste Fluggesellschaft in Japan den zivilen Flugbetrieb auf. Im April 1925 folgte die Gründung der ersten Fluggesellschaft mit dem Namen „Japan Air Lines (J.A.L.)“. Im September 1928 beginnt die „Nihon Kōkū Kabushiki Kaisha (N.K.K.K.)“ in Tokio mit den Flugbetrieb.

#### 1929
Am 1. April 1929 fusionierten diese drei Fluggesellschaften zur „Nihon Kōkū Kabushiki Kaisha (N.K.K.K.)“ mit Sitz in Tokio. Da der Luftverkehr in Japan Ende der 1920er Jahre zunimmt, wurde beschlossen, in Tokio einen großen Flughafen zu bauen. Erst mit der Eröffnung des neuen Flughafens im Jahre 1931 (später Tokio-Haneda genannt) erhielt die Fluggesellschaft eine entsprechende Heimatbasis.

### Die 1930er Jahre

#### 1936 bis 1939

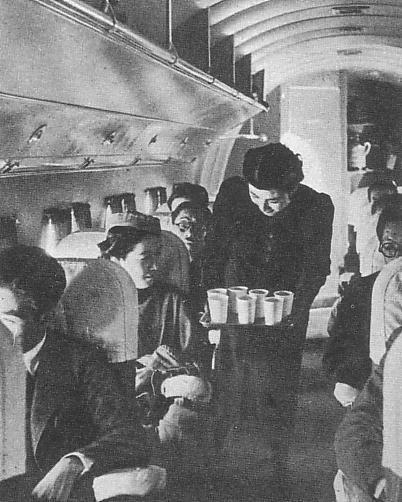
Eine Flugbegleiterin der Dai Nippon Kōkū (Imperial Japanese Airways) verteilt Getränke, um 1940

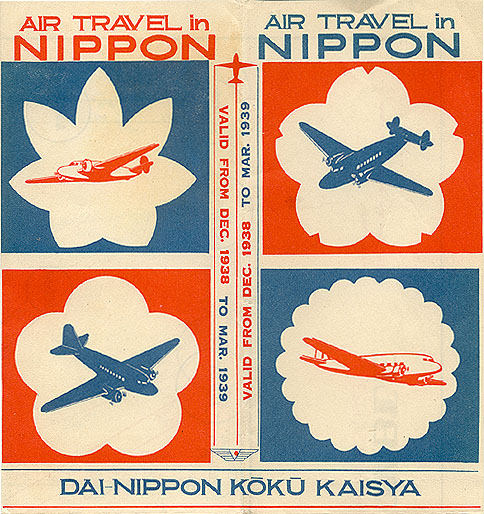
Deckblatt des Flugplans von Dezember 1938 bis März 1939

Ab 1936 kamen erstmals zweimotorige Nakajima AT-2, ein japanischer Lizenzbau der Douglas DC-2, zum Einsatz. Nakajima baute bis 1937 insgesamt fünf DC-2 in Lizenz, bevor die Fertigung auf die DC-3 umgestellt wurde. Von 1938 bis 1939 wurden 24 Aufklärungsflugzeuge des Typs Mitsubishi G3M2 der japanischen Luftwaffe in Zivilmaschinen umgebaut und in den Flottenpark der Nihon K.K.K. eingereiht. Diese Flugzeuge boten Platz für jeweils 8 Passagiere und waren mit 2 Motoren je 900 PS ausgestattet, die Reisegeschwindigkeit betrug 280 km/h, die maximale Reichweite war mit 3500 Kilometern schon für damalige Zeit beachtlich. Bereits im Jahr 1937 war vorab eine solche umgebaute Mitsubishi G3M2 als ziviler Prototyp erstmals im einmaligen saisonalen Liniendienst auf der Strecke Tokio nach London (auf der sogenannten Seidenroute) eingesetzt worden, wobei drei Zwischenstopps eingelegt wurden. Die Flugzeit betrug 51 Stunden.
Im Dezember 1938 wurde die Nihon Kōkū K.K. verstaatlicht und fusionierte mit der Manchuria Aviation Company. Sie änderte ihren Namen in „Dai-Nippon Kōkū Kabushiki Kaisha“ (engl. Imperial Japanese Airways), was übersetzt „Fluggesellschaft des Kaiserreichs Japan“ bedeutet. Das Streckennetz war schon sehr ausgedehnt, es wurden vom Heimat-Flughafen Tokio-Haneda aus alle japanischen Hauptinseln angeflogen sowie Okinawa, Formosa (heutiges Taiwan), Hongkong, Korea und die Mandschurei (Nordöstliches China, seit 1931 durch Japan besetzt).
Von Anfang 1938 bis Ende 1939 wurden auch 20 neue amerikanische Douglas DC-3 per Schiff nach Japan geliefert. Zugleich erwarb 1938 der japanische Hersteller Nakajima von Douglas die Lizenzrechte zur Fertigung des Flugzeugtyps DC-3 und konnte am 30. September 1938 die erste vollständig in Japan gebaute DC-3 auf dem Flughafen Tokio-Haneda an die Dai Nippon K.K.K. übergeben.

## Zweiter Weltkrieg und Nachkriegszeit
Im Laufe des Zweiten Weltkrieges war der zivile Luftverkehr in Japan sehr eingeschränkt. Auch kam ein Großteil der Zivilmaschinen als Transporter bei den japanischen Streitkräften zum Einsatz und endete als Totalverlust durch Abschüsse oder durch amerikanische Luftangriffe auf japanische Flughäfen und Stützpunkte – ähnlich den Maschinen der Deutschen Lufthansa auf dem europäischen Kriegsschauplatz bis 1945.

### 1940er Jahre

#### 1940 bis 1941
Bis 1941 wurden noch etwa 30 weitere DC-3 von Nakajima gebaut und der Fluggesellschaft übergeben. Bei Beginn des Krieges im Pazifik mit dem Angriff der japanischen Streitkräfte auf Pearl Harbor am 7. Dezember 1941 besaß die Dai Nippon Kōkū K.K. eine Flotte von etwa 100 überwiegend zweimotorigen Verkehrsflugzeugen. Sie war zu der Zeit die größte Fluggesellschaft in Asien.

#### 1945
Mit der japanischen Kapitulation nach Ende der Kampfhandlungen im Pazifik am 2. September 1945 kam auch jeglicher Flugbetrieb zum Erliegen. Die Zivilmaschinen waren im Zweiten Weltkrieg größtenteils zerstört und es fehlte zudem an Flugzeugtreibstoff.
Des Weiteren wurde auf alliierten Befehl jeder Flugbetrieb japanischer Flugzeuge untersagt. Außerdem war es japanischen Staatsbürgern nicht gestattet, Flugzeuge zu fliegen bzw. eine Fluggesellschaft zu gründen.

## Neugründung und Wiederaufstieg

### Die 1950er Jahre

#### 1951

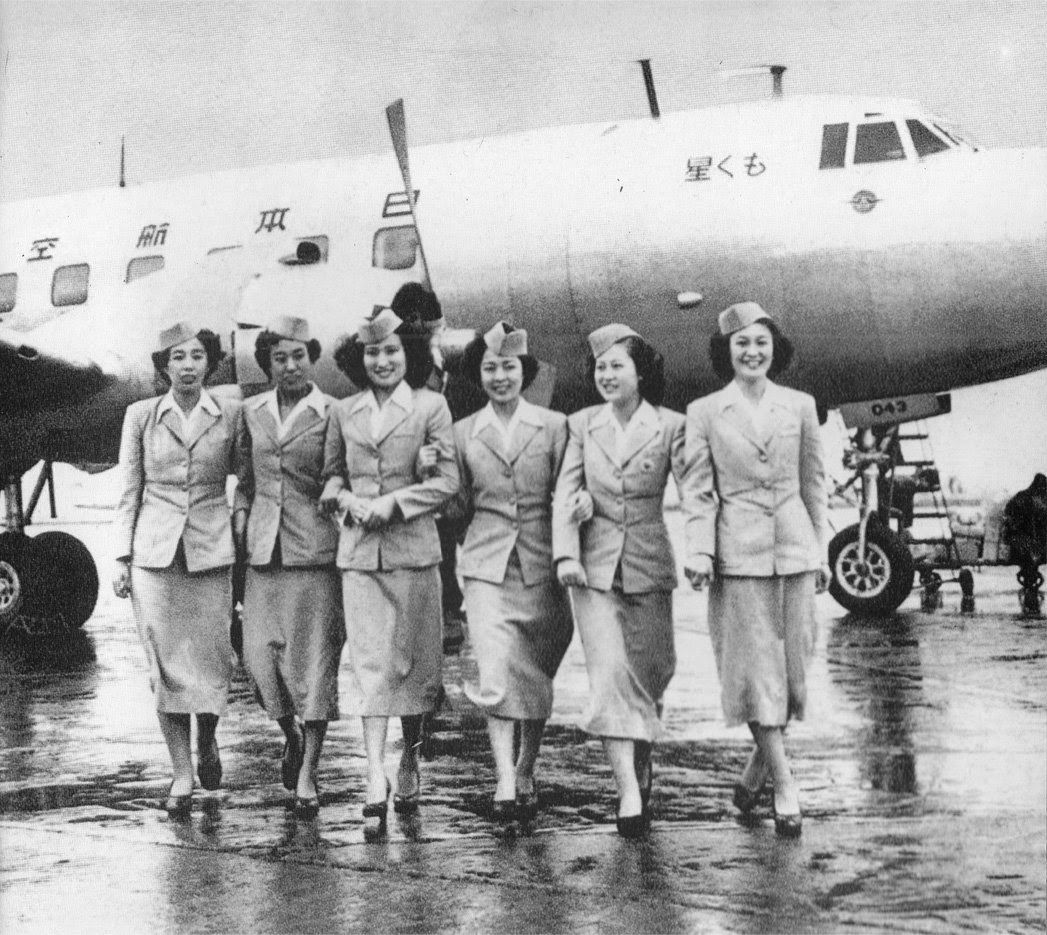
Mehrere Flugbegleiterinnen der neuen Japan Air Lines posieren am 25. Oktober 1951 vor einer Martin 2-0-2

Die neue „Japan Air Lines“ wurde am 1. August 1951 unter dem Namen „Japan Air Lines Co. Ltd.“ von privaten Geschäftsleuten mit einem Kapital von 100 Millionen Yen gegründet. Die ersten inoffiziellen Flüge begannen am 23. August 1951 mit einer von Philippine Air Lines angemieteten Douglas DC-3. Der regionale Flugdienst wurde offiziell am 10. Oktober 1951 auf der Strecke von Tokio Haneda nach Osaka mit drei von Transocean Air Lines geleasten und betriebenen Martin 2-0-2 aufgenommen. Parallel bildete Transocean Air Lines die künftigen japanischen Besatzungen aus. Ab Ende 1951 wurden noch zwei weitere zweimotorige Propellermaschinen des Typs Martin 2-0-2, inklusive US-amerikanischer Piloten, gemietet und eingesetzt. Japan Air Lines beschäftigte zu dieser Zeit 298 Mitarbeiter.

#### 1952
Im Jahr 1952 kaufte Japan Air Lines die staatliche Vorkriegs-Airline „Dai Nippon Kōkū Kabushiki Kaisha“ auf. Anfang 1952 wurden von Northwest Airlines noch weitere zwei Martin 2-0-2 gemietet. Am 9. April 1952 musste die noch junge Fluggesellschaft den ersten Rückschlag hinnehmen, als eine Martin 2-0-2 abstürzte und alle Insassen ums Leben kamen. Zum 1. Juli 1952 wurde von Japan Air Lines die „Japan Aircraft Maintenance Company“ (JAMCO) als Tochtergesellschaft gegründet. Sie war zuständig für die komplette Wartung und Reparaturen von Flugzeugen. Im Juli 1952 wurden zur Pilotenausbildung drei einmotorige Schulflugzeuge des Typs Beechcraft Mentor durch Japan Air Lines erworben.
Ende Oktober 1952 wurden die vier Martin 2-0-2 aus dem Betrieb genommen und an die Northwest Airlines zurückgegeben. Am 25. Oktober 1952 wurden die ersten von insgesamt elf Douglas DC-4 (JA6001), die teilweise von Northwest Airlines angekauft wurden, im Liniendienst eingesetzt, wobei jetzt erstmals auch wieder japanische Besatzungen die Maschinen fliegen durften. Dies war möglich geworden durch das am 8. September 1951 unterzeichnete und zum 28. April 1952 in Kraft getretene Friedensabkommen von San Francisco zwischen Japan und den Alliierten. Damit wurde Japan wieder ein unabhängiger Staat.

#### 1953
Die Existenz des Privatunternehmens wurde durch Pläne der japanischen Regierung bedroht, eine neue staatliche Fluggesellschaft zu gründen und dieser sämtliche internationalen Flüge zu übertragen. In Absprache mit den Anteilseignern der Japan Air Lines wurde stattdessen beschlossen, das Privatunternehmen zu verstaatlichen. Hierzu verabschiedete das japanische Parlament am 1. August 1953 das sogenannte Japan-Air-Lines-Gesetz, in dem die Neugründung einer gleichnamigen staatlichen Fluggesellschaft (Nippon Kōkū K. K.) beschlossen wurde, die mit einem Aktienkapital von 2000 Mrd. Yen ausgestattet wurde. Die private Fluggesellschaft ging am 1. Oktober 1953 in dem neuen Staatsunternehmen auf, das den Betrieb unter dem bisherigen Namen Japan Air Lines fortsetzte.
Am 15. September 1953 erreichte die erste Douglas DC-6 (JA6201) die Flotte. Sie wurde auf den Namen „City of Tokyo“ getauft. Ab 2. Oktober 1953 kamen die Douglas DC-6A/B zum Einsatz, wobei mit diesen Maschinen zunächst die Inlands-Strecke Tokio – Sapporo bedient wurde.

#### 1954

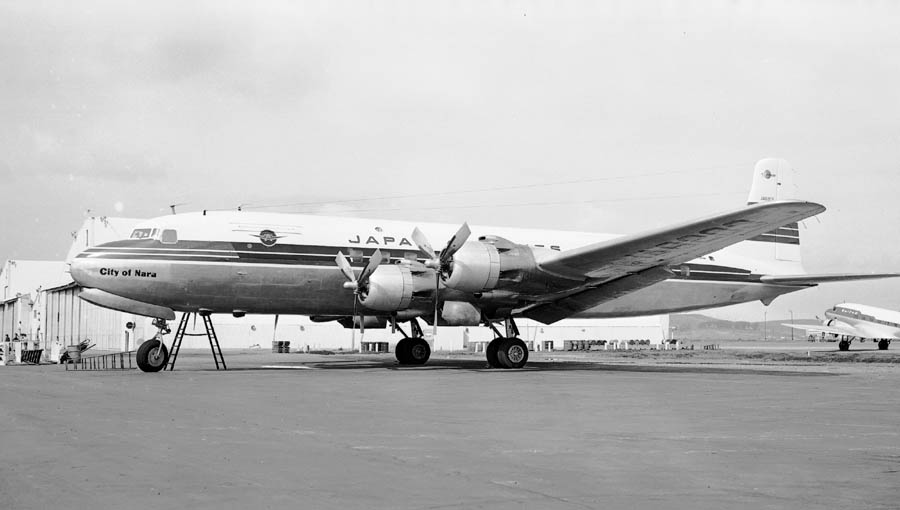
Die Douglas DC-6 mit dem Taufnamen „City of Nara“ im März 1954 auf dem San Francisco International Airport

Am 4. Februar 1954 wurde Japan Air Lines Mitglied in der IATA. Am selben Tage wurde mit den neuen Douglas DC-6 die erste internationale Route der Japan Air Lines von Tokio über Wake Island und Honolulu, Hawaii, nach San Francisco (Pazifikroute) eröffnet. Ab dem 5. Februar 1954 wurde dann die Strecke Tokio – Okinawa – Hongkong bedient.

#### 1955
Ab 1. November 1955 flog Japan Air Lines die Route Tokio – Hongkong im Direktflug. Bereits am 15. Dezember 1955 bestellte sie mit vier Maschinen des Typs Douglas DC 8-32 ihre ersten Strahlflugzeuge.

#### 1956
Am 4. Oktober 1956 wurde die Route Tokio – Bangkok eröffnet.

#### 1957
Am 1. März 1957 gründete Japan Air Lines die Tochtergesellschaft „Airport Ground Service Company (AGS)“. Ab 23. Dezember 1957 kamen dann die leistungsfähigeren und größeren Douglas DC-7C zur JAL-Flotte. Die erste Maschine (JA6301) wurde in Tokio-Haneda auf den Namen „City of San Francisco“ getauft.

#### 1958
Am 12. Februar 1958 erfolgte dann mit der Douglas DC-7C der Liniendienst auf der Route Tokio – San Francisco. Diese Maschinen stellten neben den Lockheed L-1649 Starlinern den Höhepunkt der damaligen Verkehrsflugzeuge mit Kolbenmotoren und Propellerantrieb dar.

#### 1959
Am 1. Februar 1959 stellte Japan Air Lines ein neues Crew Training Center am Haneda-Airport in Tokio in Dienst. Am 2. Mai 1959 wurde der erste Nur-Frachter-Dienst auf der Strecke Tokio – San Francisco mit einer DC-7CF eingerichtet, ab 28. Mai 1959 von Tokio nach Los Angeles via Honolulu (Pazifikroute) und ab 27. Juni 1959 Tokio nach Seattle über Anchorage, Alaska (Polarroute).

## Das Jetzeitalter beginnt

### Die 1960er Jahre

#### 1960

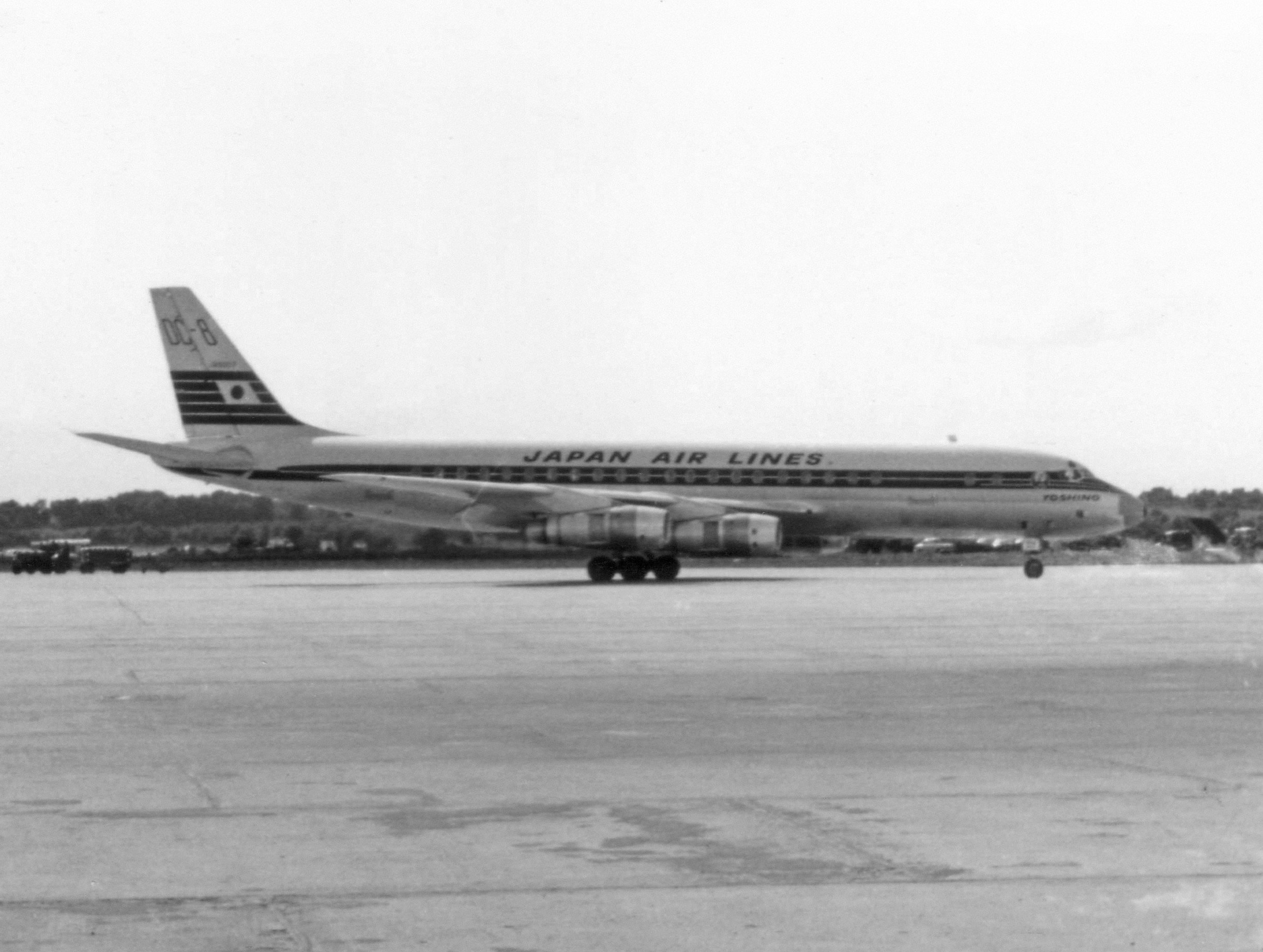
Die Douglas DC-8 mit dem Taufnamen „Yoshino“ im August 1965 auf dem Flughafen Hamburg

Noch bevor das erste Strahlverkehrsflugzeug an Japan Air Lines ausgeliefert wurde, bestellte die Fluggesellschaft am 13. April 1960 drei weitere vierstrahlige Strahlflugzeuge, diesmal jedoch vom Typ Convair CV-880. Das erste Strahlflugzeug der Japan Air Lines war die am 16. Juli 1960 gelieferte Douglas DC-8-32 (JA8001), die auf den Namen „Fuji“ getauft wurde.
Die DC-8-32 wurde ab dem 12. August 1960 auf der Strecke zwischen Tokio und San Francisco (Pazifikroute) eingesetzt. Es war die erste Jet-Verbindung von Japan Air Lines.
Insgesamt wurden bis 1973 50 Douglas DC-8-32, sowie DC-8-33, DC-8-55 und DC-8-55AF (Frachter), DC-8-61, DC 8-62 und DC 8-62F in Betrieb genommen.

#### 1961
Am 4. Mai 1961 wurde die einzige Douglas DC-8-33 (JA8006) an Japan Air Lines abgeliefert.
Am 6. Juni 1961 wurde die Polarroute Tokio via Anchorge, Alaska nach Kopenhagen, Paris und London mit der DC-8-32 eröffnet. Ab 1. Oktober 1961 kamen die ersten drei von insgesamt neun vierstrahligen Jets des Typs Convair CV-880 (JA8021 bis JA8023) in Betrieb.

#### 1962
Die erste Douglas DC 8-53 (JA8007) wurde am 26. März 1962 an Japan Air Lines geliefert. Am 4. Oktober 1962 wurde die Seidenroute zwischen Japan und Europa über Südostasien und den Mittleren Osten nach Rom, London und Frankfurt mit der Convair 880 eingeweiht.

#### 1963 bis 1964
Im Jahr 1963 übernahm Japan Air Lines die bedeutende 1952 gegründete Tochtergesellschaft Japan Aircraft Maintenance Company (JAMCO) mitsamt 3000 Beschäftigten vollständig und führte sie als interne Abteilung im eigenen Unternehmen weiter. Die letzte Douglas DC-4 wurde 1964 außer Dienst gestellt.

#### 1965
Die neunte und letzte Convair CV-880 (JA8030) wurde am 4. Januar 1965 an Japan Air Lines ausgeliefert. Am 5. März 1965 ging die erste Douglas DC-8-55 (JA8014) in den Flugdienst.
Am 1. August 1965 wurde auch die erste von zwölf Boeing 727-046 für Kurz- und Mittelstrecken auf der Route Tokio – Fukuoka in Betrieb genommen. Es war zugleich auch das erste Boeing-Flugzeug für Japan Air Lines. Am 1. Oktober wurde das neue JAL-Logo eingeführt, der „Tsuru“, ein japanischer Kranich auf rotem Kreis. Dieses Logo zierte jedoch erst ab Anfang 1970 in voller Größe auch die Seitenleitwerke der Flugzeuge.
Am 30. September 1963 bestellte Japan Air Lines drei Exemplare der Concorde. Die Bestellung wurde jedoch 1973 aufgrund der Ölkrise storniert.

#### 1966
Im September 1966 bestellte Japan Air Lines als dritter Kunde drei Boeing Flugzeuge des Typs Jumbo-Jet, der bisher nur auf dem Reißbrett existierte. Ende 1966 wurde erstmals auch New York über Honolulu und San Francisco von Tokio aus angeflogen.

#### 1967

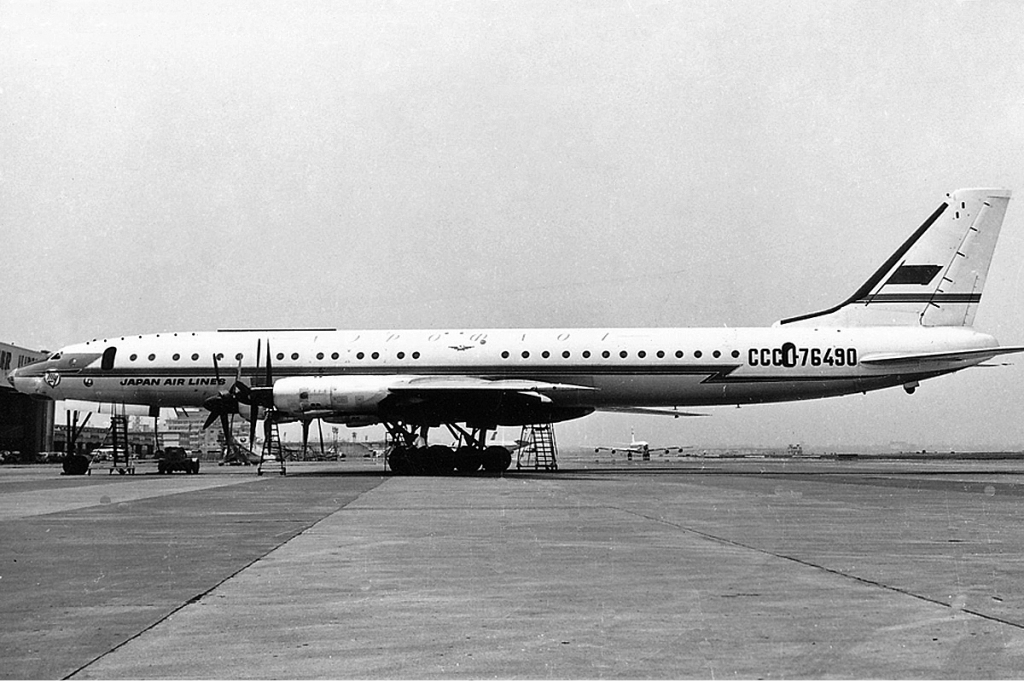
Eine Tupolew Tu-114 der Aeroflot mit Logo der JAL

Japan Air Lines führte 1967 ihr EDV-gestütztes Ticket- und Buchungssystem JALCOM ein.
Im April 1967 bestellte sie drei weitere Boeing 747. Unterstützt von Aeroflot nahm Japan Air Lines am 17. April 1967 den Liniendienst auf der Strecke Tokio-Moskau auf. Zunächst wurde das Turboprop-Langstrecken-Flugzeug Tupolew Tu-114 eingesetzt und später von der Iljuschin Il-62 abgelöst. Auch die Flugzeugbesatzung stellte Aeroflot, lediglich das Kabinenpersonal waren Stewardessen der JAL. Am 20. Juni 1967 gründete Japan Air Lines ihre erste Tochterfluggesellschaft, die Southwest Air Lines (SWAL) mit Sitz auf Okinawa. Sie betrieb den Liniendienst von Okinawa nach Japan.

#### 1968
Am 19. April 1968 wurde die erste Douglas DC-8 Super 62 (JA8031) an Japan Air Lines geliefert, im November werden zwei weitere Boeing 747 bestellt. Ende 1968 wurde in Moses Lake, Washington (USA) von Japan Air Lines ein Piloten-Ausbildungs- und Trainingszentrum für Jet-Flugzeuge in Betrieb genommen. Als Schulflugzeuge wurden drei Dassault Falcon eingesetzt.

#### 1969
Im Januar 1969 erhielt die Japan Air Lines ihre letzte Boeing 727-046. Eine weitere ursprünglich bestellte Maschine wurde von JAL nicht abgenommen. Am 20. Februar 1969 wurde die erste Douglas DC-8 Super 61 (JA8038) an Japan Air Lines geliefert. Es war ihr bis dahin größter Flugzeugtyp.
Am 30. März 1969 wurde mit der Ausmusterung der letzten Douglas DC-6B zugleich die Epoche der Propellermaschinen auf Mittel- und Langstreckenflügen bei Japan Air Lines beendet. Nur noch für den Kurzstrecken- und Zubringerdienst wurden seitdem bis heute zweimotorige Propellermaschinen von den JAL-Tochterairlines eingesetzt. Im November 1969 bestellte Japan Air Lines ihren neunten Jumbo-Jet.

## Die Epoche der Großraumjets

### Die 1970er Jahre

#### 1970

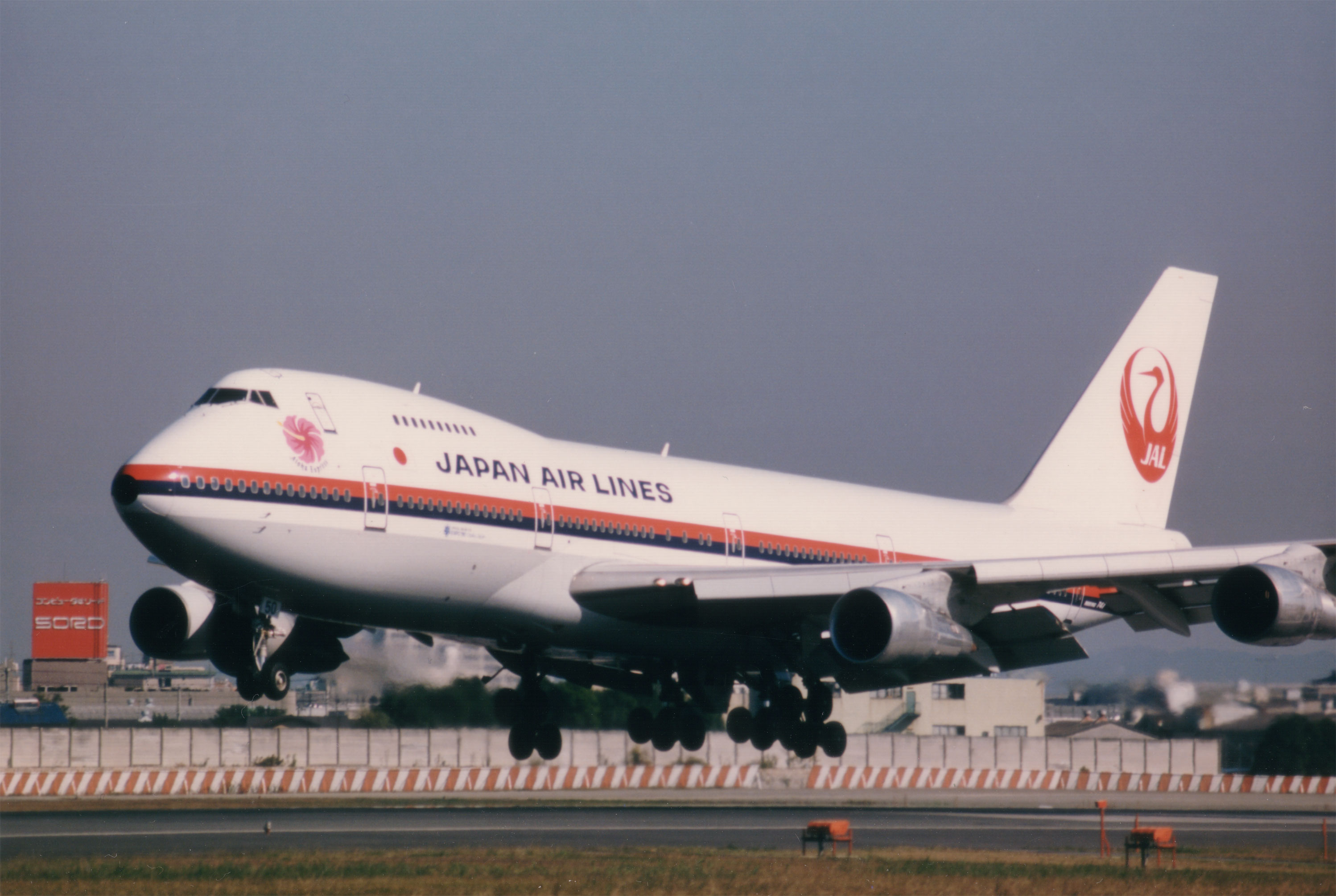
Boeing 747-200B auf dem Flughafen Osaka-Itami um 1980

Am 28. März 1970 wurde der erste Flug auf der Sibirienroute (Tokio – Moskau – Paris) mit eigenen DC-8 durchgeführt. Japan Air Lines war die erste ausländische Fluggesellschaft, die mit eigenen Flugzeugen auf dieser Strecke fliegen durfte. Am 2. Juni 1970 folgte der erste Flug über Moskau nach London. Das erste Großraumflugzeug von Japan Air Lines war die Boeing 747-146, wovon die erste (JA8101) der drei im September 1966 bestellten am 22. April 1970 geliefert wurde und am 1. Juli 1970 den Liniendienst von Tokio über Honolulu nach San Francisco/Los Angeles aufnahm.
Die ersten von insgesamt neun von der Eastern Air Lines angekauften bzw. geleasten Douglas DC-8 Super 61 wurden bei Japan Air Lines in den Liniendienst genommen. Im Juni 1970 bestellte sie weitere zwei Boeing 747 und im Oktober 1970 nochmals fünf Maschinen. Damit waren insgesamt bisher 16 Jumbo-Jets bestellt und drei davon bereits abgeliefert worden.
Nach einer nur fünf- bis neunjährigen Betriebsdauer wurde im Dezember 1970 die letzte Maschine des Typs Convair CV-880 außer Dienst gestellt. Sie genügte den Anforderungen nicht mehr und war dem Konkurrenzmodell Douglas DC-8 (insbesondere der Super 61 und 62 Version) unterlegen.

#### 1971
Am 11. Februar 1971 kam mit der Boeing 747-246B (JA8104) die erste Maschine der verbesserten Ausführung des Jumbo-Jets zum Einsatz. Weitere zwei Maschinen dieses Typs folgten im selben Jahr.

#### 1972
Allein drei Douglas DC-8 gingen durch Unfälle innerhalb von nur fünf Monaten (Juni bis November) verloren. Japan Air Lines nahm in diesem Jahr insgesamt acht neue Boeing 747 in Betrieb und bestellte weitere 6 Jumbo-Jets bei Boeing, darunter erstmals fünf 747 SR146 für den Inlandsdienst.

#### 1973
Am 23. Juli 1973 wurde die gerade vier Monate alte Boeing 747-246B (JA8109) während eines Fluges von Amsterdam in Richtung Tokio von arabischen Terroristen entführt und an Bord eine Handgranate gezündet. Das erheblich beschädigte Flugzeug musste dann in Bengasi, Libyen landen. Nachdem Passagiere und Besatzung das Flugzeug verlassen hatten, wurde es von den Terroristen gesprengt.
Am 7. Oktober 1973 wurde die erste Boeing 747-146SR (JA8117) für Inlandsflüge von Japan Air Lines in Betrieb genommen, ausgelegt für 545 Passagiere. Am 6. Dezember 1973 bestellte JAL ihre ersten sechs Flugzeuge des Typs DC 10-40 bei McDonnell Douglas. Bei Boeing wurden sechs 747 geordert, darunter auch der erste 747-Frachter.

#### 1974
Japan Air Lines stellte im Juli die letzte Douglas DC-8-32 außer Dienst und nahm am 1. Oktober 1974 ihre erste Frachtmaschine des Typs Boeing 747-200F in Betrieb.

#### 1975
Für die Aufnahme des Flugverkehrs von Japan nach Taiwan wurde am 8. August 1975 aus politischen Gründen die Tochtergesellschaft Japan Asia Airways gegründet. Sie war nach der SWAL die zweite JAL-Tochterfluggesellschaft. Die Volksrepublik China, die Taiwan als abtrünnige Provinz betrachtet, hatte es bei Verhandlungen für künftige Flugverbindungen zwischen Japan und China zur Bedingung gemacht, dass Japan Air Lines Taiwan nicht unter eigenem Namen anfliegen darf. Durch die Gründung von Japan Asia Airways war die Verbindung nach Taiwan nun möglich.

#### 1976

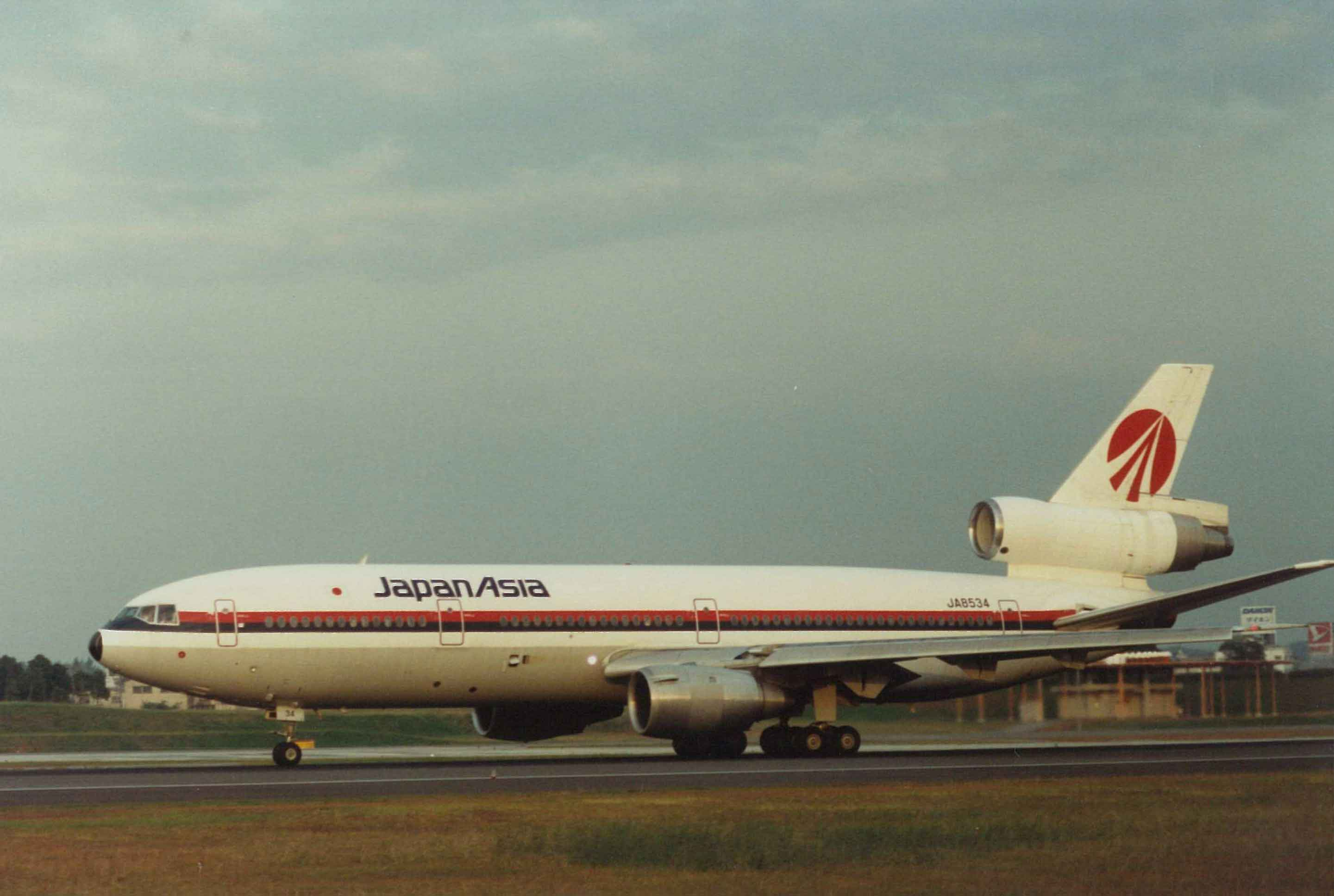
DC-10 der Japan Asia Airways auf dem Flughafen Osaka-Itami um 1990

Am 1. Juli 1976 nahm JAL die erste von sechs bestellten McDonnell Douglas DC-10-40 (JA8530) in Dienst. Dieser Typ war nach der Boeing 747 das zweite Großraumflugzeug der Gesellschaft und wurde in der Langstrecken- (DC 10-40 I) und Kurzstrecken-Version (DC 10-40 D) genutzt. Die Flugzeuge ersetzten schrittweise die älteren Douglas DC-8.

#### 1977
Im September 1977 erhielt Japan Air Lines den ersten aus einer Passagierversion in einen reinen Frachter umgebauten Jumbo-Jet von Boeing zurück. Außerdem wurden zwei weitere McDonnell Douglas DC-10 bestellt.

#### 1978
Japan Air Lines bestellte vier Jumbo-Jets zur Lieferung 1979. Am 26. Mai 1978 erhielt die JAL-Tochter Southwest Air Lines mit der Boeing 737-2Q3 Advanced (JA8443) ihr erstes Strahlflugzeug.
Am 7. Juni 1978 wurde der 100-millionste JAL-Passagier befördert. Im Dezember 1978 wurden alle internationalen Flüge von Japan Air Lines vom bisherigen Tokioter Flughafen Haneda zum neuerbauten Flughafen Narita International Airport verlegt.

#### 1979
In diesem Jahr bestellte Japan Air Lines 18 Großraumflugzeuge, 10 Maschinen des Typs Boeing 747 sowie 8 McDonnell Douglas DC-10. Weiterhin wurden sechs neue Jumbo-Jets in Betrieb genommen.

### Die 1980er Jahre

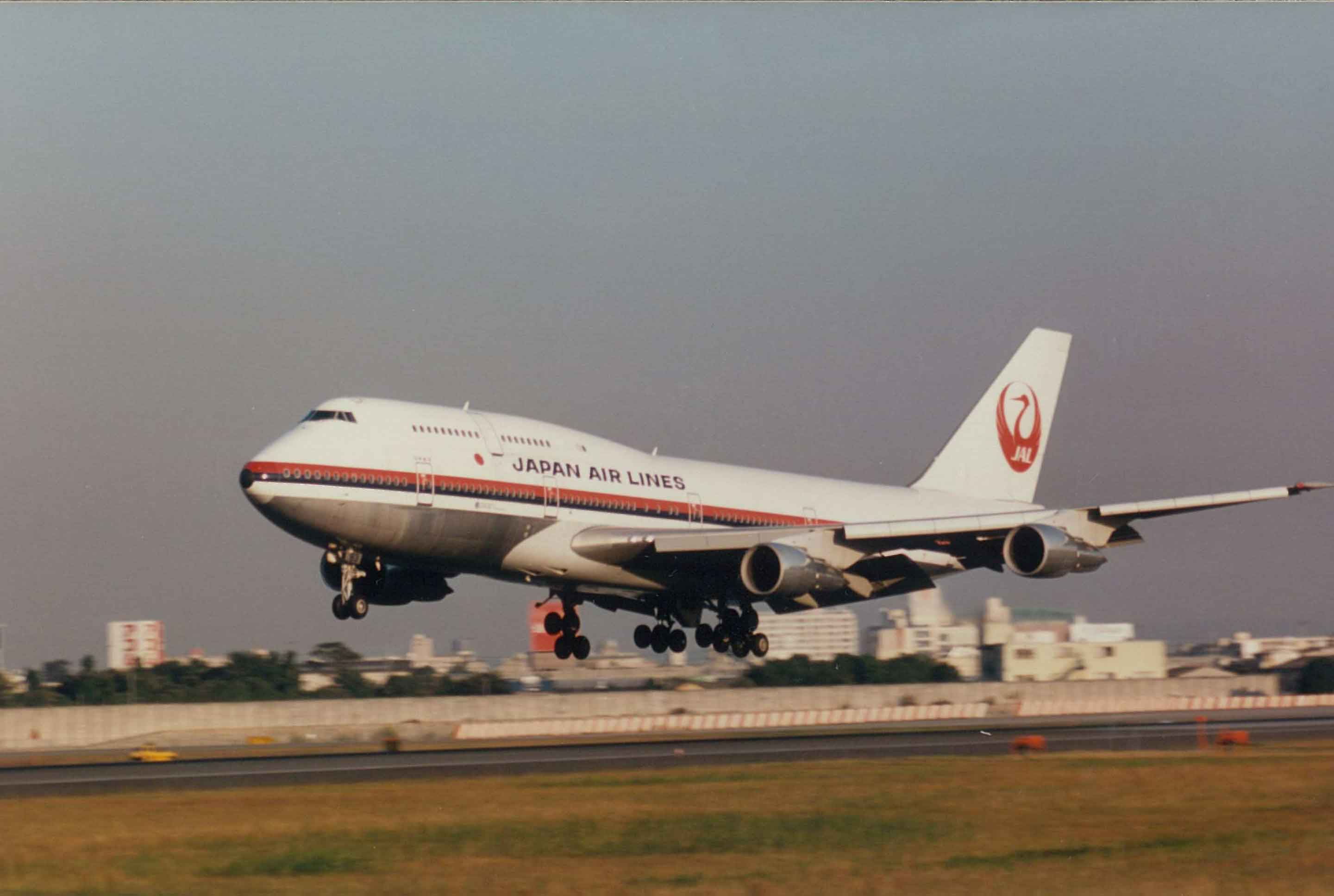
Boeing 747-300SR auf dem Flughafen Osaka-Itami um 1990; JAL war der einzige Abnehmer dieser Version

#### 1980
Am 7. März 1980 war Japan Air Lines die erste internationale Fluggesellschaft, die mit Großraumflugzeugen (DC-10) die chinesische Hauptstadt Peking anfliegen durfte.

#### 1981
Am 10. April 1981 wurde der 100-millionste Passagier auf einem JAL-Inlandsflug befördert.

#### 1982
Ankauf eines ehemaligen Pan American World Airways Boeing 747-Frachters. Erstmals kam damit ein nicht von der Fluggesellschaft bestellter Jumbo-Jet zur Flotte.

#### 1983
Im März 1983 wurde die zwanzigste und letzte McDonnell Douglas DC-10 (JA8549) an JAL ausgeliefert. Im September bestellte Japan Air Lines zehn Maschinen der Typen Boeing 767-200 und 767-300. Dabei war JAL Erstkunde für die verlängerte Version 767-300. Im November und Dezember 1983 wurden die beiden ersten Boeing 747-346 (JA812J und JA813J) mit verlängertem Oberdeck bei Japan Air Lines in Betrieb genommen.

#### 1984
Die „JAL Hotels Company“ firmierte seit dem 1. September 1984 unter dem neuen Namen „Nikko Hotel Company“.
Am 28. Juli dieses Jahres wurde das im Mai 1984 gebaute SkyShip 500-05 (JA1003) an Japan Airship Services (JAS), eine Abteilung der Japan Air Lines verkauft.

#### 1985

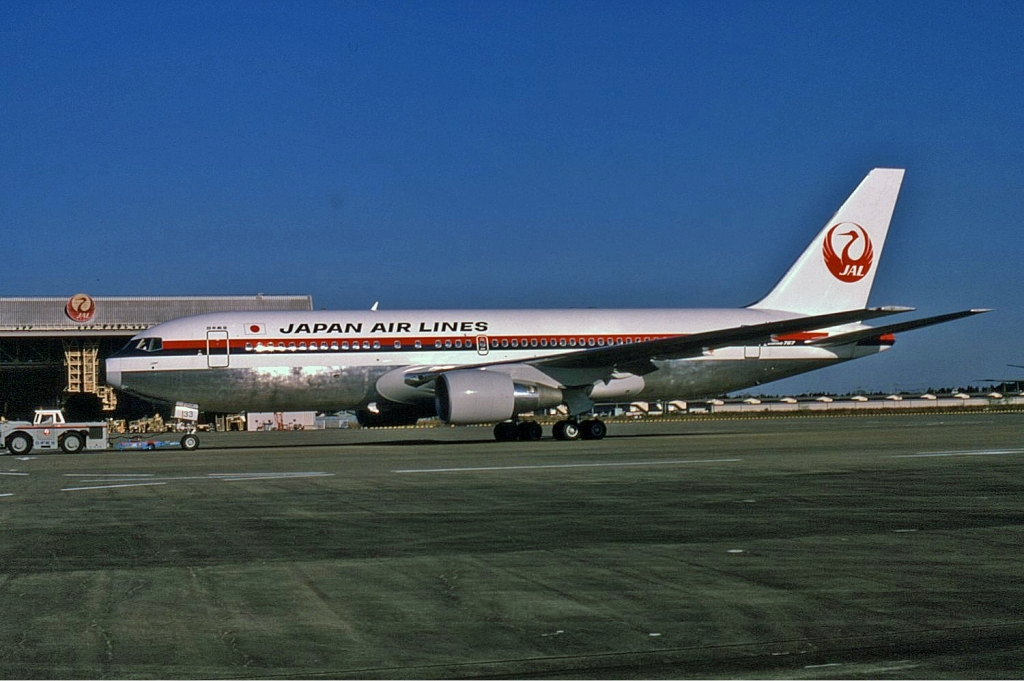
Boeing 767-200 im November 1985

Am 4. Februar 1985 fand in Seattle die Übergabe des fünfzigsten Boeing Jumbo-Jets für Japan Air Lines statt. Im Juni 1985 war das Streckennetz schon weltumspannend, es wurden 57 Städte in 34 Ländern angeflogen, einzig Afrika wurde nicht angeflogen.
Der 12. August 1985 war der bisher schwärzeste Tag in der Geschichte der Japan Air Lines. Eine Boeing 747-146SR (JA8119) stürzt während eines Inlandsfluges von Tokio nach Osaka ab, wobei 520 Menschen ums Leben kommen. Ursache war der Abbruch des Seitenleitwerkes und Beschädigung des Höhenleitwerkes in 3000 m Flughöhe aufgrund von Rissen im Heckbereich (und Druckverlust) des Flugzeuges, die bei Wartungsarbeiten nicht oder nur unzureichend repariert wurden. Die Wartungsvorschriften wurden bei Japan Air Lines daraufhin erheblich verbessert. Siehe: Japan-Air-Lines-Flug 123. Als Konsequenz aus dem Unfall tritt Ende Oktober das JAL-Führungsmanagement (Chairman, Vice-Chairman, President & CEO und Executive Vice President) zurück.
Im November 1985 wurde mit der Boeing 767-246 der dritte Wide-body-Typ bei JAL in Betrieb genommen. Drei Maschinen (JA8231 bis JA8233) wurden im Juli, August und November 1985 an die Fluggesellschaft geliefert.
Die Tochterfluggesellschaft Japan Asia Airways wurde jetzt eigenständig, nachdem Japan Air Lines die Aktienmehrheit aufgegeben hat.

#### 1986
Ab 1. April 1986 gab es erstmals einen Direktflug ohne Zwischenstopp auf der Route Tokio–London und ab dem 5. April 1986 Tokio–Paris. Eingesetzt wurden hier neue Boeing 747-346.
Am 25. September 1986 erfolgte die Auslieferung der ersten Boeing 767-346 (JA8234), für die JAL Erstkunde war. In den Folgejahren wurde ausschließlich diese Version der Boeing 767 beschafft.

## Nach der Privatisierung

### Die 1980er Jahre

#### 1987 bis 1988

Von 1989 bis 2002 genutztes Logo

Durch eine Gesetzvorlage des japanischen Parlaments am 27. Oktober 1987 erging der Beschluss, das Japan-Air-Lines-Gesetz aus dem Jahr 1953 zum 18. November 1987 aufzuheben und die vollständige Privatisierung der Fluggesellschaft durchzuführen. Die staatlichen Aktienanteile an der Fluggesellschaft lagen zu dieser Zeit noch bei 34,5 % des Aktienkapitals. Bis zum 17. Dezember 1987 waren alle staatlichen Aktien verkauft. In den Folgejahren begann ein umfangreiches Flottenerneuerungsprogramm, wobei die Boeing 747 der ersten Generation ausgemustert wurden. Fünf neue Boeing 747-446 wurden in dem Jahr bestellt.
Am 29. Dezember 1987 stellte Japan Air Lines ihre letzte Boeing 727-046 außer Dienst.
Am 31. Dezember endete mit der Außerdienststellung der letzten Douglas DC-8 die 27-jährige Epoche des ersten JAL-Jets und zugleich die Ära der ersten Jet-Generation bei der Gesellschaft.
Im Jahr 1988 wurden weitere fünfzehn Maschinen des Typs Boeing 747-446 geordert.

#### 1989
Am 17. Mai 1989 enthüllte die Fluggesellschaft ein neues Corporate Design und änderte gleichzeitig die Schreibweise ihres offiziellen internationalen Namens in Japan Airlines um. Ein wesentliches Merkmal des neuen Markenauftritts ist, dass auf den Rumpfseiten der Flugzeuge die Buchstaben JAL zu einem zentralen Designelement werden. Des Weiteren ziert jetzt ein breites graues Band mit rotem Abschlussquadrat den Bug der JAL-Flugzeuge und auch der Tochterairlines.

### Die 1990er Jahre

#### 1990

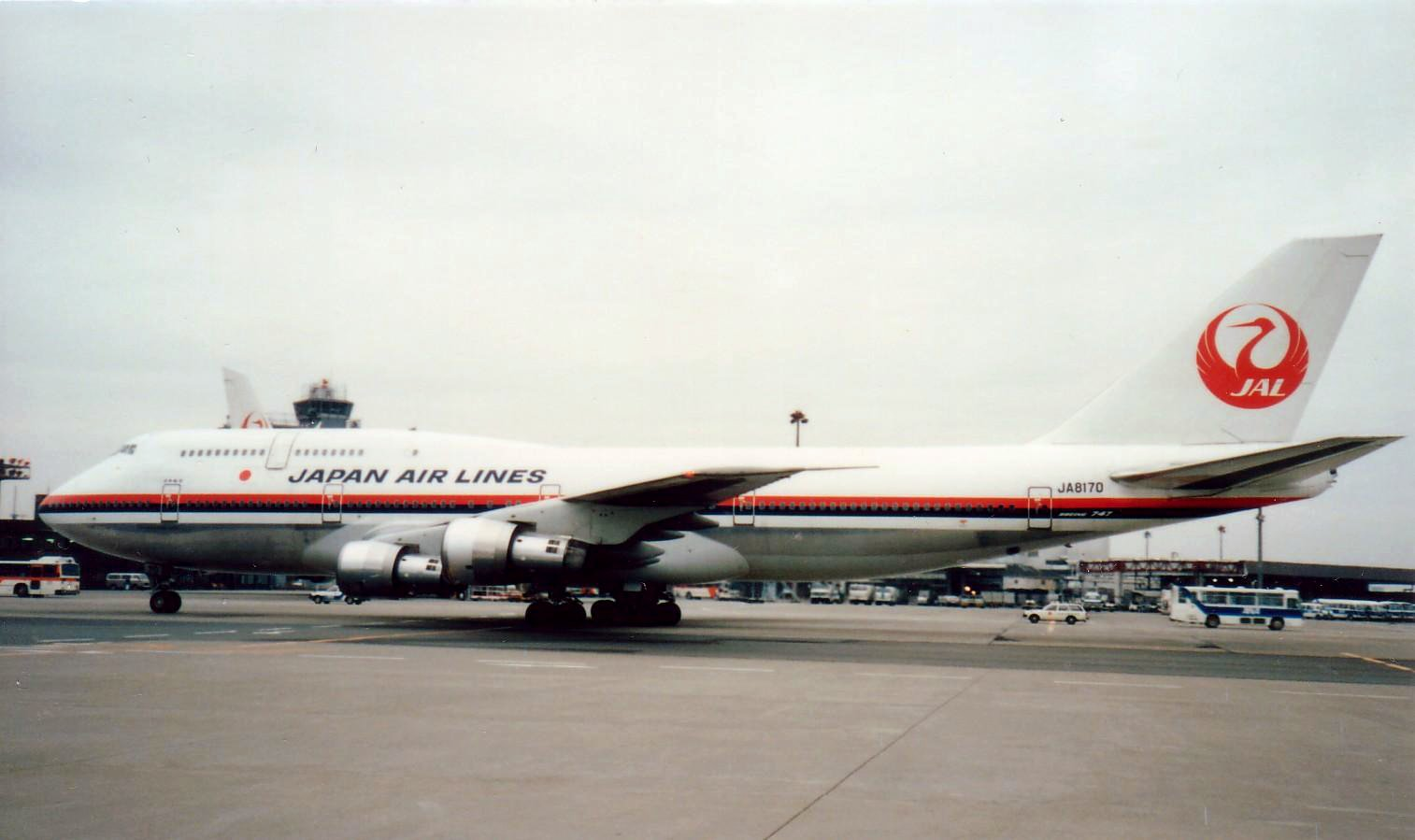
Eine von insgesamt nur zwei gebauten Boeing 747-100BSR mit verlängertem Oberdeck; JAL war der einzige Abnehmer dieser Variante

Von Januar bis März 1990 wurden die ersten fünf von 20 fest bestellten Boeing 747-446 (JA8071 bis JA8075) geliefert. Im Mai 1990 wurden 20 weitere Boeing 747-446 bestellt, zusätzlich noch 34 Optionen, wovon jedoch später nur zwei Optionen in Aufträge umgewandelt wurden. Es handelte sich um den bisher größten Einzelauftrag in der Geschichte von Japan Airlines. Am 30. März 1990 orderte Japan Airlines bei McDonnell Douglas zehn Maschinen des Typs MD-11. Eine zusätzliche Option auf weitere zehn Maschinen wurde jedoch später nicht umgesetzt.
Im Mai 1990 wurde mit der Japan Air Charter (JAZ) eine weitere Tochtergesellschaft gegründet. Sie betrieb jetzt den gesamten Reise- und Charterflugverkehr von Japan Airlines.
In der zweiten Jahreshälfte beteiligte sich Japan Airlines an der Evakuierung von japanischen Staatsbürgern aus dem Irak, da absehbar war, dass es zum Zweiten Golfkrieg zwischen dem Irak und den Alliierten kommen werde.
Am 19. November 1990 erhielt die Japan Airlines im Rahmen einer feierlichen Übergabezeremonie in den Boeing Everett-Works in Seattle mit einer 747-446 (JA8078) ihre hundertste Boeing-Maschine.
Insgesamt wurden im Jahr 1990 zehn neue Boeing 747-446 in Betrieb genommen.

#### 1991
Japan Airlines erhielt die beiden ersten Boeing 747-446D für Inlandsflüge. Diese Variante hatte eine Kapazität für 568 Passagiere und war damit Rekordhalter in dieser Kategorie. Erst 15 Jahre später wurde mit dem Airbus A380 diese Passagierzahl übertroffen. Mit dem Ankauf eines Jumbo-Jets von Singapore Airlines, der anschließend zum reinen Frachtflugzeug umgebaut wurde, nahm Japan Airlines im November 1991 ihre letzte Boeing 747-200 in Betrieb.
Ab dem 3. November 1991 gab es erstmals eine Nonstopverbindung von Tokio nach Berlin-Schönefeld. Es zeigte sich aber sehr schnell, dass diese Verbindung ein Verlustgeschäft war. Nach einem Jahr wurde die Verbindung wieder eingestellt. Auch diverse US-Fluggesellschaften wie United Airlines, Delta Air Lines bzw. American Airlines hatten seit 1991 versucht Direktverbindungen zwischen Berlin und den großen US-Städten New York, Chicago oder Washington aufrechtzuerhalten; es gab allerdings nur Verluste bei fast leeren Maschinen.

#### 1992

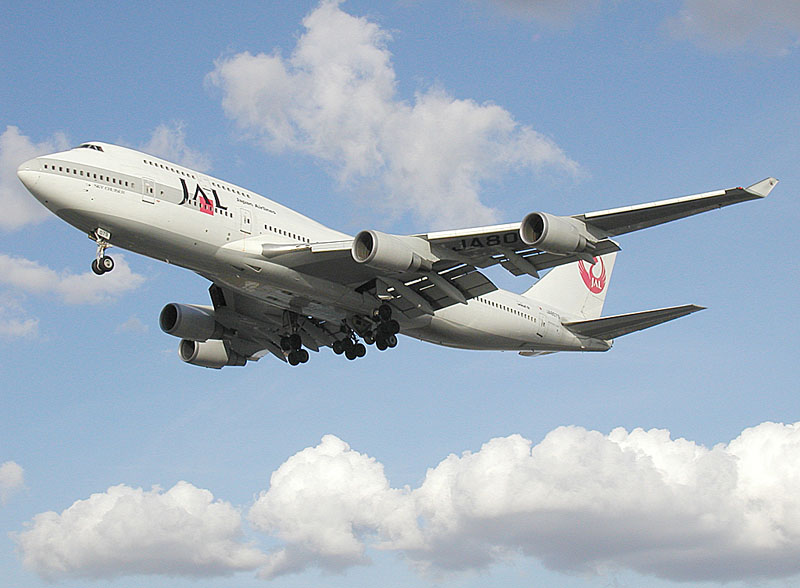
Eine Boeing 747-400 in der Bemalung von 1989 bis 2002

Nach einem Jahr wurde die unrentable Nonstopverbindung Tokio–Berlin wieder eingestellt. Damit blieb Frankfurt die einzige deutsche Stadt, die weiterhin von Japan Airlines angeflogen wurde.

#### 1993
Die JAL-Tochter-Gesellschaft Southwest Air Lines (SWAL) änderte zum 1. April 1993 ihren Namen in Japan TransOcean Airways(JTA).

#### 1994
Am 1. April 1994 ging die erste von zehn bestellten Maschinen des Typs McDonnell Douglas MD-11 (JA8580) in den Flugbetrieb. Es war der vierte Wide-Body-Typ bei Japan Airlines. Die Flugzeuge dieses Typs wurden bei JAL als J-Birds bezeichnet, da sie nach seltenen Vogelartnamen getauft wurden. Japan TransOcean Airways erhält am 13. Juni 1994 ihre erste von acht bestellten Boeing 737-4Q3 (JA8523).

#### 1995
Am 1. September 1995 kam mit der Boeing 737-446 (JA8991) erstmals dieser Flugzeugtyp bei Japan Airlines zum Einsatz. Es wurden insgesamt acht Maschinen geliefert. Japan Airlines bestellte bei Boeing außerdem fünf Maschinen des Typs 777-300.

#### 1996
Am 15. Februar 1996 erhielt Japan Airlines die erste von fünf Boeing 777-246 (JA8981). Damit erhöhte sich die Zahl der Wide-Body-Typen bei JAL auf fünf (nach B747, B767, DC-10, MD-11). Am 27. Juli 1996 war der Umzug von Japan Airlines in ein neues größeres Verwaltungsgebäude in Tokio abgeschlossen.

#### 1997

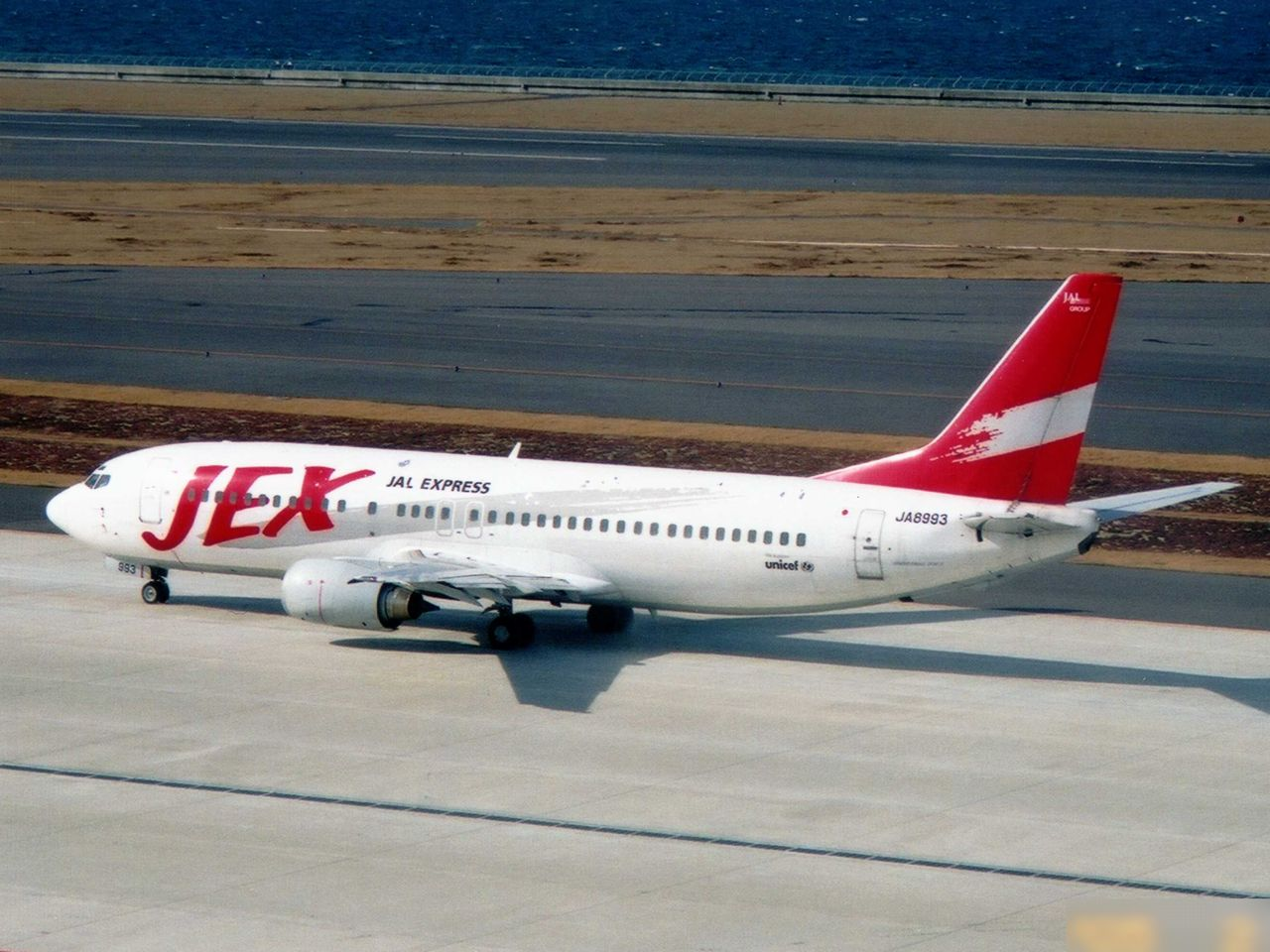
Boeing 737-400 der JAL Express

Am 3. März 1997 wurde die zehnte und letzte Maschine des Typs MD-11 (JA8589) an Japan Airlines abgeliefert, es war zugleich auch das letzte Flugzeug des Herstellers McDonnell Douglas für die Fluggesellschaft. Gründung der Tochterairline JAL Express (JEX) am 1. April 1997. Sie betrieb jetzt die JAL Boeing 737-446.

#### 1998
Am 28. Juli 1998 wurde die erste von fünf bestellten JAL Boeing 777-346 (JA8941) geliefert. Diese gegenüber der Basisversion 777-200 um 10,1 Meter auf 73,80 Meter Rumpflänge gestreckte Variante war seinerzeit das längste Verkehrsflugzeug der Welt. Am 19. November 1998 fand bei Boeing in Seattle (USA) die feierliche Übergabe des hundertsten Jumbo-Jets (einer 747-446) für Japan Airlines statt.

#### 1999
Japan Air Charter firmierte seit dem 1. Oktober 1999 unter dem Namen JALways.
Drei neue Boeing 747-446 (JA8917, JA8918, JA8919) wurden an JAL abgeliefert. Im November 1999 bestellte Japan Airlines für die Tochterairline J-Air die ersten beiden Regional Jets des Typs Bombardier CRJ200.

## Durch Fusion zur sechstgrößten Airline der Welt

### Das neue Jahrtausend: Die 2000er Jahre

#### 2000

Von 2002 bis 2011 genutztes Logo

Am 31. März 2000 bestellte Japan Airlines als Erstkunde acht zweistrahlige Maschinen des Typs Boeing 777-346ER sowie 2 Optionen. Zwei weitere neue Boeing 747-446 (JA8920, JA8921) wurden in diesem Jahr an Japan Airlines ausgeliefert. Im November 2000 wurde die erste Bombardier CRJ 200 (JA201J) an die J-Air ausgeliefert.

#### 2001
Am 31. Juli 2001 wurde der zweiundvierzigste und letzte Jumbo-Jet (JA8922) der Passagier-Version 747-446 an JAL geliefert. Davon waren 34 Maschinen für Langstrecken und 8 in der Domestic-Version ohne Winglets und mit verstärktem Fahrwerk. Am 18. November 2001 gaben Japan Airlines und Japan Air System (nach Japan Airlines und All Nippon Airways die drittgrößte japanische Airline) ihre Fusionsabsichten bekannt.

#### 2002 bis 2003
Die erste Boeing 767-346ER (JA601J) für den Langstreckendienst wurde am 19. Mai 2002 an JAL geliefert. Am 11. Juli 2002 erhielt Japan Airlines die erste von 21 bestellten Boeing 777-246ER (JA701J) für Langstreckendienste. Dieser Flugzeugtyp ersetzte die McDonnell Douglas MD-11.
Die erste Maschine des Typs De Havilland DHC-8-402 (JA841C) wurde 2002 an die JAL-Tochter Japan Air Commuter ausgeliefert. Die von Japan Airlines und Japan Air System beschlossene Fusion zur neuen Japan Airlines System Corporation trat am 2. Oktober 2002 in Kraft.
Die am 8. August 1975 gegründete JAL-Tochtergesellschaft Japan Asia Airways wurde 1985 im Rahmen der Privatisierung eigenständig, da Japan Airlines die Aktienmehrheit aufgab. Im Jahr 2002 wurde sie jedoch wieder von Japan Airlines übernommen.

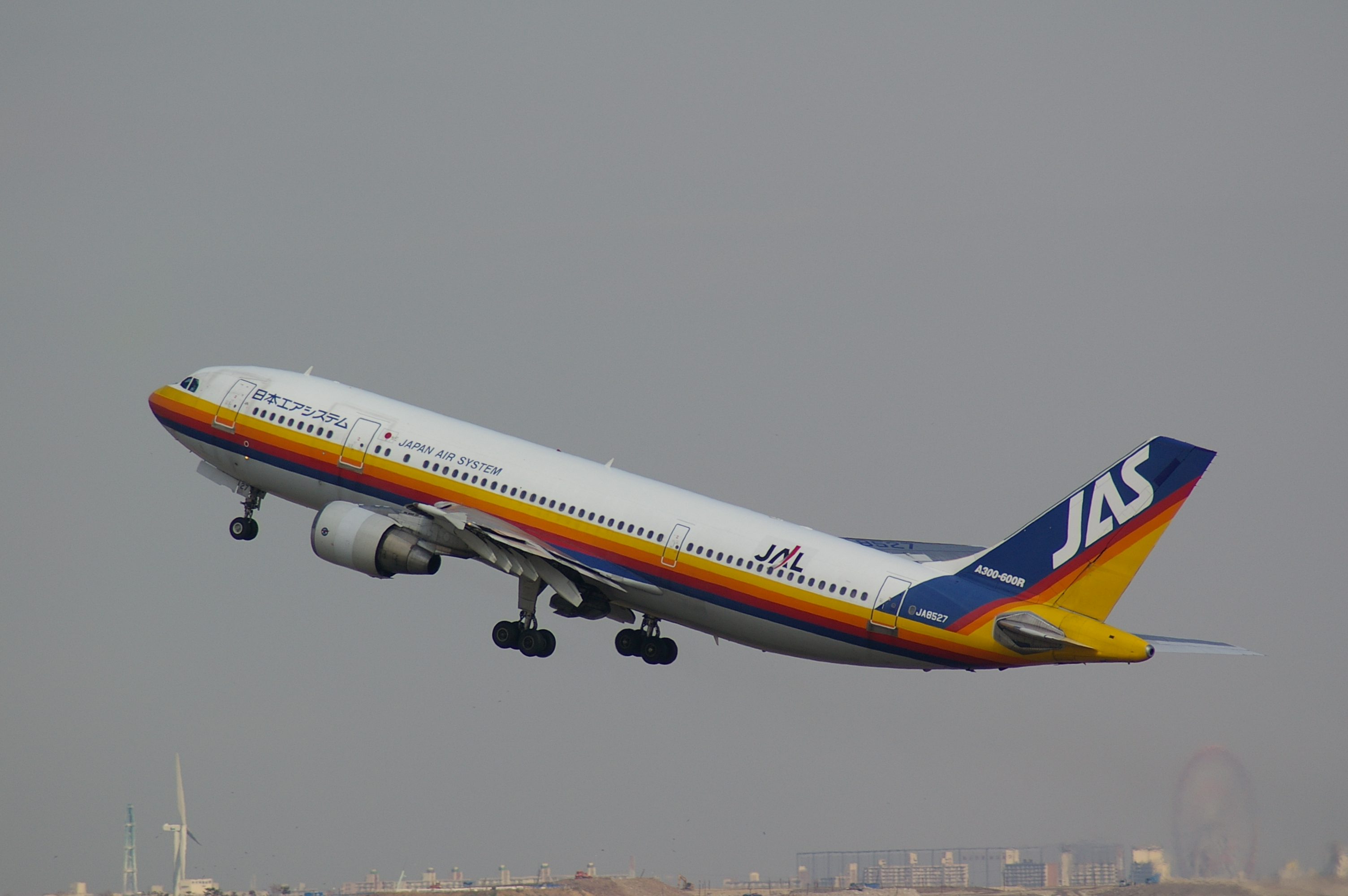
Airbus A300-600R der Japan Air System mit Logo der JAL, 2005

Durch die Fusion mit der Japan Air System ehemals Toa Domestic Airlines und deren Tochtergesellschaften Japan Air Commuter und Harlequin Air zur neuen Japan Airlines System Corporation kamen 16 Airbus A300-B2 und A300-B4 sowie 22 Airbus A300-622R (sechster Wide-Body-Typ und zugleich erster Airbus bei JAL), sieben Boeing 777-289, 16 McDonnell Douglas MD 90-30, acht MD-87, 26 McDonnell Douglas DC 9-81, 22 Mc Donnell Douglas DC 9-41 sowie die Regionalflugzeuge vom Typ Saab 340B und NAMC YS-11,-11A zur Flotte der Japan Airlines.
Beginnend ab Mitte November 2002 erhielten die ersten Flugzeuge im Rahmen von Überholungs- und Wartungsarbeiten das neue einheitliche Erscheinungsbild, das neue JAL-System-Logo, genannt „Arc of the Sun“: Roter Kreisausschnitt (der aufgehenden Sonne) auf dem weißen Seitenleitwerk. Das neue Logo der JAL-Group wurde zuvor am 18. September 2002 erstmals auf einer Pressekonferenz präsentiert.
Nach der Fusion und den Übernahmen war Japan Airlines System die sechstgrößte Fluggesellschaft der Welt nach beförderten Fluggästen, gemessen nach den Einnahmen bzw. Gewinnen die sogar drittgrößte weltweit. Der Flugzeugbestand nach der Fusion am 2. Oktober 2002 belief sich auf 286 Maschinen.
Am 7. Oktober 2002 bestellte Japan Airlines erstmals zwei Frachtmaschinen vom Typ Boeing 747-400F. Zuvor betrieb JAL ausschließlich Jumbo-Jet Frachter des Typ 747-200.
Am 1. September 2003 bestellte Japan Airlines weitere 7 Langstrecken-Maschinen vom Typ Boeing 767-346ER.

#### 2004

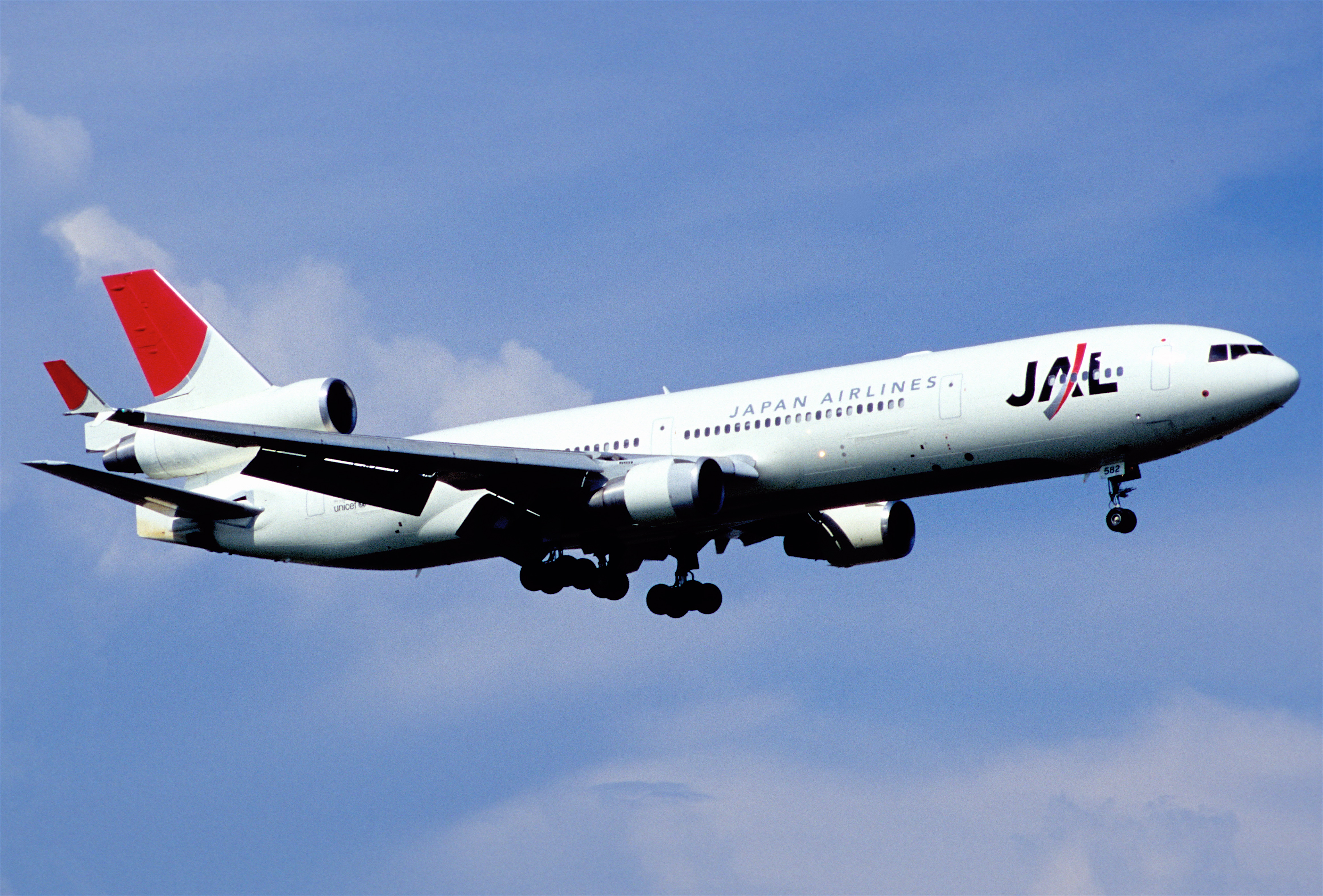
Eine McDonnell Douglas MD-11 im August 2004

Auf Grund der im Jahre 2002 erfolgten Fusion ordnete die Japan Airlines zum 1. April 2004 ihre Strukturen um. Unter der Dachgesellschaft Japan Airlines System wurden die Fluggesellschaften aufgegliedert in die beiden Hauptgesellschaften Japan Airlines International (ehemals alte JAL) und Japan Airlines Domestic (ehemals JAS). Darunter gliederten sich die weiterhin bestehenden neun Tochter-Airlines. Am 26. Juni 2004 erfolgte eine Umbenennung von Japan Airlines System in Japan Airlines Corporation.
Am 16. Juni und 1. Juli 2004 erhielt die Japan Airlines ihre ersten beiden von insgesamt 8 bestellten Boeing 777-346ER (JA731J und JA732J), die damals größten und schwersten Twinjets der Welt. Die Maschinen hatten bei JAL eine Drei-Klassen-Bestuhlung für 292 Passagiere und eine Reichweite von 13.800 km. Im Oktober 2004 wurden zwei neue Boeing 747-446F (JA401J und JA402J) an JAL geliefert, zugleich wurden am 6. Oktober 2004 drei weitere Frachter dieses Typs bestellt.
Am 2. November 2004 endete nach nur elf Jahren Einsatzzeit mit dem Verkauf der letzten Maschine (JA8582) an Boeing die Ära der MD-11 bei Japan Airlines, wogegen das Vorläufermodell DC-10 noch mit derzeit 13 von ursprünglich 20 Maschinen im Bestand der Airline vorhanden war.
Am 22. Dezember 2004 erfolgte bei Boeing ein Großauftrag der Japan Airlines im Volumen von 3,6 Milliarden US-Dollar über 30 Boeing 787-3 (Domestic-Version) und 787-8 (Langstreckenversion) sowie 20 Optionen zur Lieferung beginnend ab April 2008. Das war dann der siebte Wide-Body-Typ bei JAL. Mit diesen Maschinen sollten die gesamten Airbus A300-B2/-B4/-622R sowie die ältesten Boeing 767 ab 2008 schrittweise ersetzt werden. Im Dezember 2004 betrug der Flugzeugbestand 276 Maschinen.

#### 2005

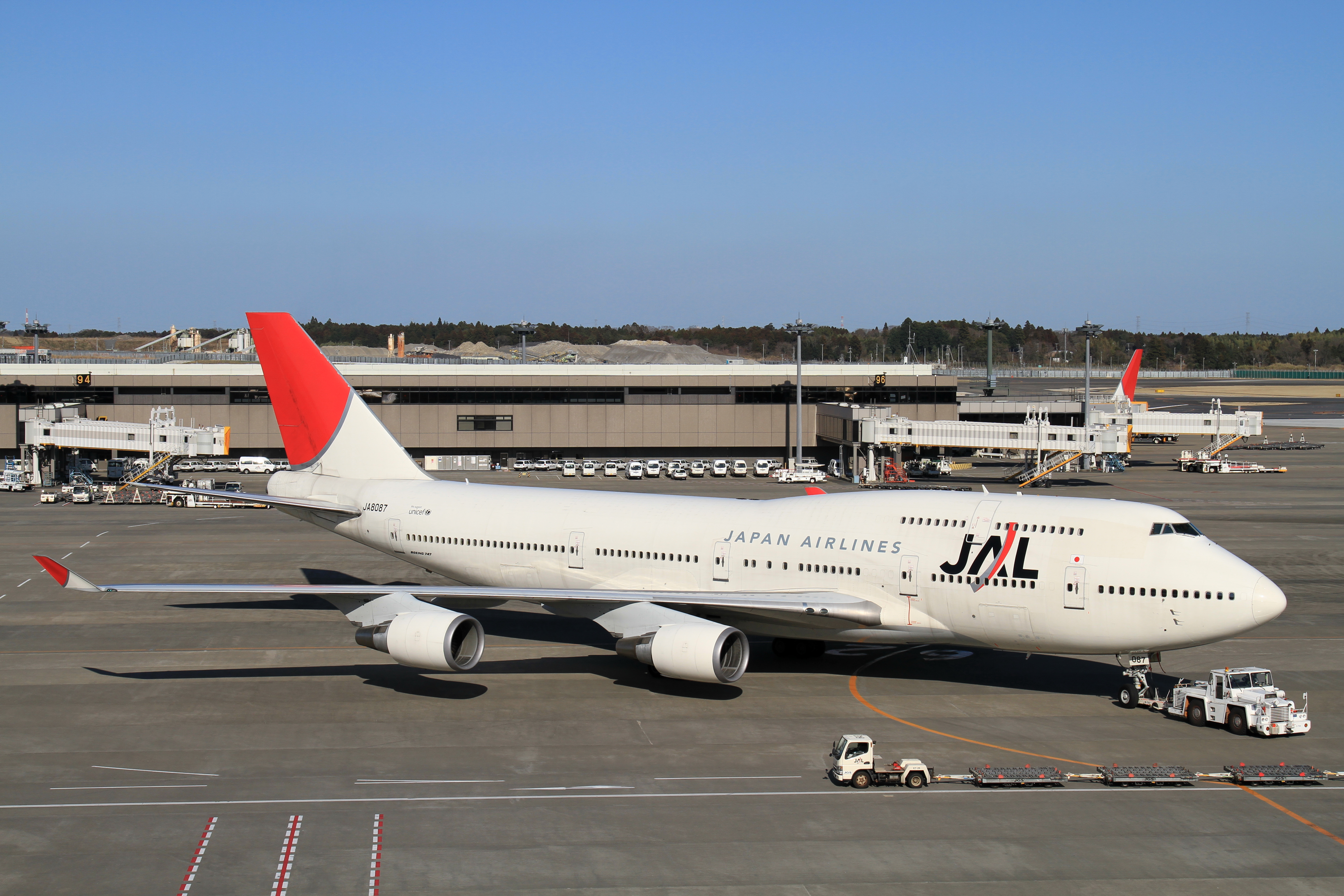
Eine Boeing 747-400 in der Bemalung von 2002 bis 2011

Am 6. Januar 2005 bestellte Japan Airlines zwei weitere Maschinen des Typs Bombardier CRJ 200 für die Tochterairline J-Air. Am 4. Februar 2005 erfolgte durch JAL ein weiterer Großauftrag über 30 Maschinen des Typs Boeing 737 NG (-700,-800,-900) und 10 Optionen zur Lieferung ab 2006. Diese Maschinen sollten die Flugzeugmuster McDonnell-Douglas DC 9-81 und MD 87 (ehemals JAS) und die älteren Boeing 737-400 ersetzen.
Japan Airlines beabsichtigte mittelfristig, ihren Flottenpark von derzeit 16 verschiedenen Typen (Stand Jan. 2005) durch die komplette Ausmusterung der Modelle Airbus A300-B2/-B4/-622R und McDonnell-Douglas DC-10, MD 11, DC 9-81 und MD 87 sowie der NAMC YS-11 auf nur noch 11 Flugzeugtypen bis zum Ende des Geschäftsjahres 2007 (31. März 2008) zu bereinigen. Es sollen künftig ausschließlich Flugzeuge der Hersteller Boeing und Bombardier (für Commuter-Service) bestellt werden (siehe auch JAL Flotte, Bestellungen).
Bemerkenswert hierbei ist die Tatsache, dass Japan Airlines im Februar 2005 mit den Typen Boeing 737, 747, 767, 777 und 787 alle aktuellen Typen dieses Herstellers zur Zeit bestellt hatte.

#### 2007
Am 6. Februar 2007 gab Japan Airlines bekannt, 4300 Mitarbeiter zu entlassen. Durch Einsparungen in den Personalkosten sollte die Fluggesellschaft wieder in 4 Jahren operativen Gewinn erwirtschaften.

#### 2009
Im Juni 2009 wandelte Japan Airlines ihre Boeing 787-3-Bestellung in die Boeing 787-8 um.

## Insolvenz und Wiederaufstieg

### Die 2010er Jahre

#### 2010
Im Januar 2010 übernahm der japanische Unternehmer Kazuo Inamori 77-jährig auf Drängen der japanischen Regierung die Führung des wirtschaftlich angeschlagenen Luftfahrtunternehmens, um dieses zu sanieren.
Am 19. Januar meldete die Fluggesellschaft Insolvenz an. Zugleich erklärte Vorstandschef Haruka Nishimatsu seinen Rücktritt. Es handelte sich um die größte Insolvenz eines Unternehmens außerhalb der Finanzindustrie in der japanischen Wirtschaftsgeschichte. Die japanische Regierung plante, die Fluggesellschaft mit zwei Mrd. Euro zu unterstützen.
Im September 2010 musterte Japan Airlines die McDonnell Douglas MD-81 (ehemals JAS) aus.

#### 2011
Im Januar 2011 kündigte Japan Airlines ein neues Corporate Design an. Das Kranich-Logo („Tsurumaru“) wurde wieder eingeführt. Es sollte laut JAL für einen Neuanfang der Japan Airlines und „verstärktem Engagement für die Gesellschaft stehen und die Entschlossenheit des Managements und aller Mitarbeiter“.
Japan Airlines musterte im März 2011 ihre letzten beiden Boeing 747 aus. Damit ging nach 41 Jahren eine Ära zu Ende.

#### 2012
Im Februar 2012 bestellte Japan Airlines 10 Boeing 787-9 und wandelte zudem 10 Boeing 787-8-Bestellungen in Boeing 787-9 um.
Im März 2012 übernahm Japan Airlines ihre ersten beiden Boeing 787-8.
Im September 2012 kehrte Japan Airlines, zwei Jahre nach Ankündigung der Insolvenz, an die Börse zurück. Es war nach Facebook der zweitgrößte Börsengang des Jahres 2012. Gemessen an der Marktkapitalisierung wurde Japan Airlines durch den Börsengang wieder zur wertvollsten japanischen Fluggesellschaft.

#### 2013

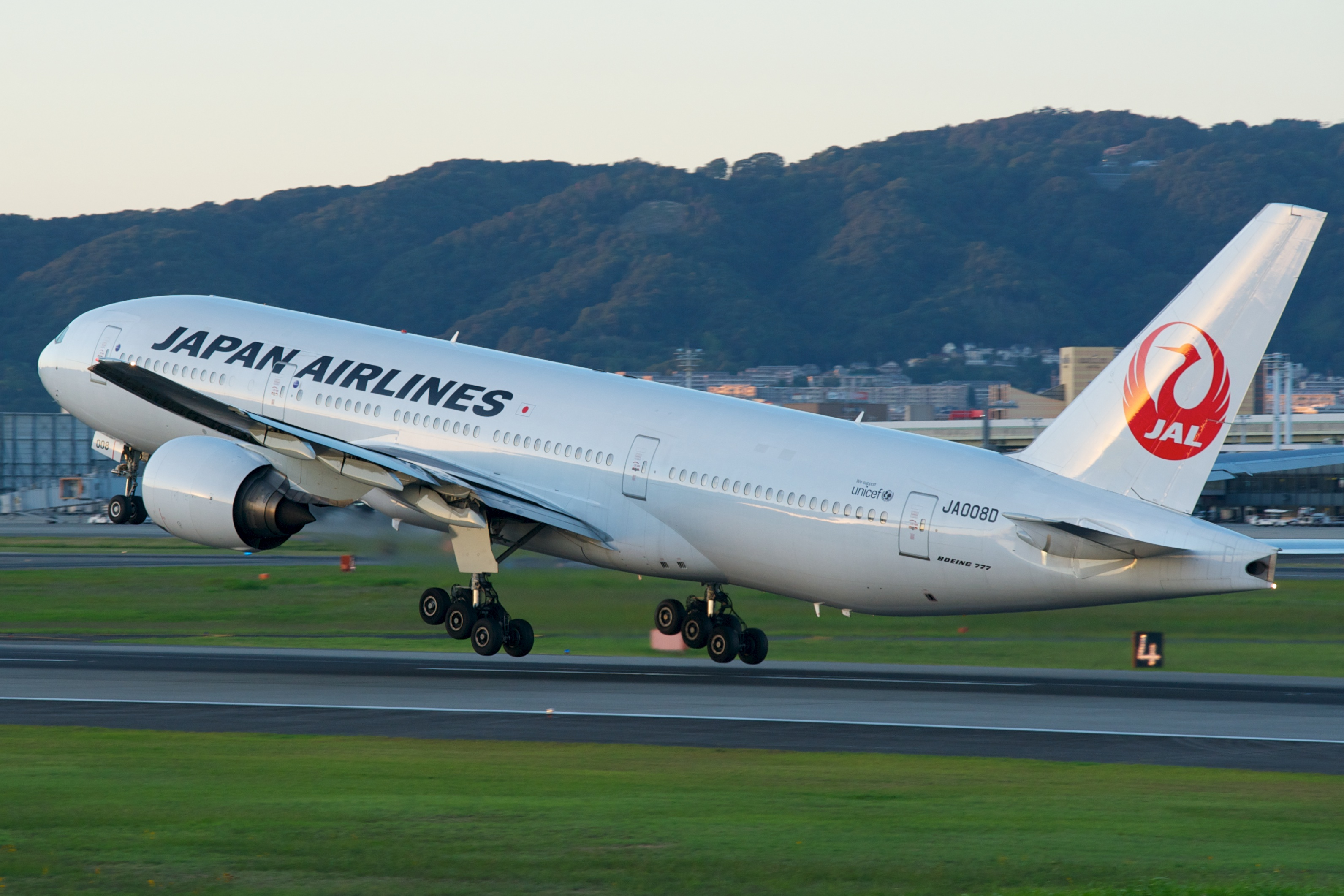
Eine Boeing 777-200 in der seit 2011 verwendeten Bemalung

Im März 2013 musterte Japan Airlines die McDonnell Douglas MD-90 (ehemals JAS) aus.
Im Oktober 2013 verkündete Airbus, dass Japan Airlines 31 Airbus A350 bestellt habe. Darunter waren 18 Airbus A350-900 und 13 Airbus A350-1000 im Wert von umgerechnet rund sieben Milliarden Euro. Es war das erste Mal in der Geschichte der Japan Airlines, dass bei Airbus Flugzeuge gekauft wurden. JAL war bisher Boeing-Kunde. Der A350 soll die Boeing 777 der JAL ersetzen.

#### 2014
Im März 2014 bestellte die Tochtergesellschaft Japan Transocean Air 12 Boeing 737-800. Sie sollen ab 2016 die älteren Boeing 737-400 ersetzen.
Im August 2014 bestellte Japan Airlines 32 Mitsubishi Regional Jets und 15 Embraer E-Jets (plus 12 Optionen) für die Tochtergesellschaft J-Air.

#### 2015
Am 20. März 2015 feierte Japan Airlines die Wiederaufnahme der Strecke Kansai – Los Angeles, welche sie 2006 aufgrund von finanziellen Problemen eingestellt hatte.
Im Juni 2015 erhielt Japan Airlines ihre erste Boeing 787-9 und nahm einen Monat später auf der Strecke Tokio-Narita – Jakarta mit diesem Typ den Betrieb auf.

#### 2016
Im Januar 2016 erhielt die Tochtergesellschaft Ryūkyū Air Commuter als erste Fluggesellschaft die Combiversion der De Havilland DHC-8-400.

#### 2017
Im Januar 2017 erhielt die Tochtergesellschaft Japan Air Commuter ihre erste ATR 42-600 und nahm im April des Jahres mit diesem Typ den Betrieb auf.
Am 1. April endete eine Beschränkung der Betriebsführung durch die Regierung, die es Japan Airlines untersagte, große Investitionen zu tätigen und neue Strecken zu eröffnen. Damit betrieb die Fluggesellschaft an diesem Tag erstmals seit 1978 wieder eine Verbindung zwischen Tokio-Haneda und New York.
Am 1. Mai nahm der „JAL Falcon Business Jet Service“ mit 9 Dassault Falcon den Flugbetrieb auf. Er sollte Passagieren die Möglichkeit bieten, von Paris aus zu beliebigen Zielen zu fliegen.
Am 5. Dezember gab Japan Airlines bekannt, 10 Millionen US-Dollar in das US-amerikanische Start-up-Unternehmen Boom Technology investiert zu haben. Darüber hinaus habe man sich auf eine Option für die Bestellung von bis zu 20 zivilen Überschallflugzeugen geeinigt, die das Unternehmen entwickelt und die bis Mitte der 2020er Jahre serienreif sein sollen.

#### 2018
Am 18. Juli bestellte Hokkaido Air System zwei Exemplare des Typs ATR 42-600 als Ersatz für ihre alternden Saab 340B.
Am 31. Juli wurde die Tochtergesellschaft „ZIPAIR Tokyo“ gegründet, die ab Juli 2020 internationale Billigflüge anbieten soll.

#### 2019
Am 13. Juni erhielt Japan Airlines ihren ersten Airbus A350. Der Liniendienst wurde am 1. September auf der Strecke Tokio-Haneda – Fukuoka aufgenommen.